# Білик-Пошивайло Анастасія Савівна
Анастасі́я Савівна Бі́лик-Пошива́йло (нар. 22 серпня 1930, Опішня — пом. 2010) — українська майстриня розпису по кераміці; членкиня Спілки радянських художників України з 1971 року.

## Біографія
Народилася 22 серпня 1930 року в смт Опішня (нині Полтавський район Полтавської області, Україна). Здобула середню освіту. Малярству по кераміці навчалася у своєї сестри Варвари Іващенко та майстра художньої кераміки Трохима Демченка. 1957 року підвищувала кваліфікацію в Керамічній майстерні при Академії архітектури УРСР.
Протягом 1954—1995 років працювала у творчій лабораторії на опішнянському заводі «Художній керамік». Жила у Опішні в будинку на вулиці Коцюбинського, № 5а. Померла у 2010 році.

## Творчість
Працювала в галузі декоративно-ужиткового мистецтва (кераміка). Створювала іграшки-свищики у вигляді птахів, звірів, вершників, скульптуру малих форм, тематичні композиції на історичні, літературні та казкові сюжети, декоровані традиційними опішнянськими рослинними і геометричними орнаментами. Відтворювала образи з творів видатних українських письменників: Івана Котляревського, Миколи Гоголя, Тараса Шевченка і Панаса Мирного.
Серед робіт:
іграшки-свищики
- «Олень»;
- «Вершник»;

скульптури
- «Парубок» (1969);
- «Бариня» (1970);
- «Чорти-музики» (1971);
- «Сорочинський ярмарок» (1973);
- «Кінь» (1974);
- «Весілля» (1975);
- «Бандуристки» (1977);
- «На ярмарок» (19790;
- «Вершниця» (1980);
- «Партизани» (1985);
- «Весілля» (1987).

Була учасницею багатьох вітчизняних і міжнародних виставок та симпозіумів кераміки: Угорщина (1956, 1965), Україна (1957, 1969),  Болгарія (1958, 1976, 1982), Бельгія (1958, 1960), Росія (1960, 1972), Німеччина (1965), Канада (1967), Італія (1971), Югославія (1974, 1979), США (1977).
Твори зберігаються в Національному музеї українського народного декоративного мистецтва, Національному центрі народної культури «Музей Івана Гончара», Музеї етнографії та художнього промислу у Львові, Національному музеї-заповіднику українського гончарства в Опішному, Шевченківському національному заповіднику в Каневі, Канівському музеї народного декоративного мистецтва, Національному історико-етнографічному заповіднику «Переяслав», Полтавському художньому музеї та інших вітчизняних і закордонних музеях, а також у приватних колекціях.

## Відзнаки
- Лауреатка 2-го всеукраїнського конкурсу дитячої іграшки (1-а премія, 1954);
- Заслужений майстер народної творчості УРСР з 1962 року;
- Лауреатка нагород ВДНГ УРСР (1981);
- Лауреатка Всесоюзного фестивалю народної творчості (1987).